# Park Narodowy Hardangervidda
Park Narodowy Hardangervidda – park narodowy w Norwegii.
Leży na południu kraju (90% powierzchni w prowincji Telemark). Zajmuje 342 200 ha, utworzony został w 1970. Zajmuje otwarty, bezleśny teren płaskowyżu utworzonego przez lodowiec, poprzecinany pasmami niewysokich gór. W parku chroniony jest głównie unikatowy krajobraz i elementy przyrody nieożywionej. Flora i fauna są ubogie, występujące gatunki to:
- puchacz śnieżny,
- renifer,
- bóbr europejski,
- pełnik europejski,
- niezapominajka alpejska,
- goryczka polna.

W parku znajduje się wodospad Vorfingfoss.